# キネソロ
『キネソロ』は2012年9月26日にリリースされた木根尚登2枚目のセルフカバー・アルバム。発売元はよしもとミュージック。

## 概要
木根尚登ソロデビュー20周年記念、4作連続ベストシリーズの4作目。本作は主に、1992年から2000年のEpic/Sony Records在籍時に発表された楽曲のセルフカバー集でファン投票からの順位を収録。曲順も1位から12位までと同じ並び順で収録。このアルバムに合わせて、アレンジを一新、再レコーディングを行った。

## 収録曲
| 全作曲: 木根尚登、全編曲: 中村修司。 |                         |              |            |                                                 |      |
| #                                    | タイトル                | 作詞         | 作曲・編曲 | オリジナル収録作品                              | 時間 |
| 1.                                   | 「ホントの君 ウソの君」 | 小室みつ子   | 木根尚登   | シングル「ホントの君 ウソの君」                 | 4:08 |
| 2.                                   | 「REMEMbER ME?」        | 木根尚登     | 木根尚登   | シングル「REMEMbER ME?」                        | 3:59 |
| 3.                                   | 「Roots of The Tree」   | 木根尚登     | 木根尚登   | アルバム「Roots of The Tree」                   | 5:06 |
| 4.                                   | 「もう戻らない」        | 北井いずみ   | 木根尚登   | シングル「もう 戻らない」                       | 4:00 |
| 5.                                   | 「泣かないで」          | 木根尚登     | 木根尚登   | シングル「泣かないで」                          | 4:17 |
| 6.                                   | 「思い出はクレセント」  | 小室みつ子   | 木根尚登   | シングル「思い出はクレセント」                  | 4:26 |
| 7.                                   | 「Close to the night」  | 小室哲哉     | 木根尚登   | アルバム「REMEMBER ME?」                        | 3:54 |
| 8.                                   | 「Bless this Love」     | 前田たかひろ | 木根尚登   | アルバム「REMEMBER ME?」                        | 3:49 |
| 9.                                   | 「UNKNOWN TOWN」        | 木根尚登     | 木根尚登   | シングル「UNKNOWN TOWN〜見知らぬ街〜」          | 3:49 |
| 10.                                  | 「風 太陽 海」          | 木根尚登     | 木根尚登   | シングル「橋はどこにあるの」c/w                 | 3:25 |
| 11.                                  | 「GATE」                | 前田たかひろ | 木根尚登   | アルバム「The Beginning Place〜始まりの場所〜」 | 4:31 |
| 12.                                  | 「誰かが君を愛してる」  | 売野雅勇     | 木根尚登   | シングル「誰かが君を愛してる」                  | 4:38 |
| 合計時間:                            | 合計時間:               | 合計時間:    | 合計時間:  | 50:02                                           |      |

## クレジット

### レコーディングメンバー
- Vocals, Electric Piano, Guitar: 木根尚登
- Guitar, Bass, Anymore: 中村修司
- Percussion: なかのくみ (#2,4,5,6,8,9,10,11,12)
- Electric Piano: 大平勉 (#1,11)
- Flute: 横田美穂 (#6)

### スタッフ
- Produced: 木根尚登, 中村修司, 藤井徹貫
- Recording Engineer: 光栄研吾, 宮崎秀一
- Mix Engineer: 光栄研吾
- Mastering Engineer: 阿部充泰
- Design: 住吉昭人
- Photography: 阿部薫
- A&R: 和泉かな